# Mailly-le-Camp

Mailly-le-Camp este o comună în departamentul Aube din nord-estul Franței. În 1 ianuarie 2022 avea o populație de 2.012 de locuitori.